# Joel Grey
Joel Grey geboren als Joel David Katz (Cleveland, 11 april 1932) is een Amerikaans acteur, zanger en danser. Hij heeft onder andere een Oscar en een Golden Globe gewonnen voor zijn rol in Cabaret
Hij was gedurende 24 jaar getrouwd met de actrice Jo Wilder, maar in 1982 zijn ze gescheiden. Samen hebben ze twee kinderen, van wie de actrice Jennifer Grey die in Dirty Dancing speelde.
Joel Grey wordt soms verward met Ron Rifkin en daarom speelde hij zijn dubbelganger in Alias.

## Filmografie
- Brothers & Sisters (televisieserie) (2007)
- House M.D. (televisieserie) (2006)
- Alias (televisieserie) (2005)
- Law & Order: Criminal Intent (televisieserie) (2003)
- Oz (televisieserie) (2003)
- Crossing Jordan (2001)
- Touched by an Angel (televisieserie) (2001)
- Buffy the Vampire Slayer (televisieserie) (2001)
- Dancer in the Dark (2000)
- Star Trek: Voyager (televisieserie) (1995)
- Venus Rising (1995)
- The Music of Chance (1993)
- Brooklyn Bridge (televisieserie) (1992-1993)
- Kafka (1991)
- Dallas (televisieserie) (1991)
- Remo Williams: The Adventure Begins (1985)
- The Seven-Per-Cent Solution (1976)
- Man on a Swing (1974)
- Cabaret (1972)
- Come September (1961)
- Calypso Heat Wave (1957)
- About Face (1952)

## Prijzen en nominaties

### Gewonnen
- 1973 - Oscar
  - Beste mannelijke bijrol (Cabaret)
- 1973 - BAFTA Film AWard
  - Beste nieuwkomer (Cabaret)
- 1973 - Golden Globe
  - Beste mannelijke bijrol (Cabaret)
- 1973 - KCFCC Award
  - Beste mannelijke bijrol (Cabaret)
- 1972 - NBR Award
  - Beste mannelijke bijrol (Cabaret)
- 1973 - NSFC Award
  - Beste mannelijke bijrol (Cabaret)

### Genomineerd
- 1993 - Emmy
  - Beste gastrol in een komische serie (Brooklyn Bridge)
- 1986 - Golden Globe
  - Beste mannelijke bijrol (Remo Williams: The Adventure Begins)
- 1986 - Saturn Award
  - Beste mannelijke bijrol (Remo Williams: The Adventure Begins)